# Дядьковичі (Рівненський район)
Дя́дьковичі — село Рівненського району Рівненської області, центр Дядьковицької сільської громади.
Дядьковицька сільська рада:
- Адреса — с. Дядьковичі, вул. Млинівська, 33
- Загальний склад ради — 22 депутати

## Походження назви
Про походження назви села Дядьковичі існує кілька версій. Так, на перший погляд має право на життя наступна версія: існує твердження, що назва села Дядьковичі має «патронімічне» «ічі», що з попереднім суфіксом «ов» формує кінцеве «овичі». Назва Дядько відома була ще з 1284 року, тож, очевидно, при заснуванні села до його назви додали суфікс «овичі».
Ймовірно, стверджують деякі дослідники, що назва села увібрала в себе якесь одне значення спільнокореневих слів таких, як «брата батька або матері», «дорослого чоловіка, до якого звертаються шанобливо», селянина (переважно відсталих поглядів), «особи (переважно унтер-офіцера), якій доручалось навчання новобранців у царській армії», «весільного дядька» та схожих. А саме слово «дядькович» може походити від однозвучного слова, яким називають сина дядька - «дядькович».
Однак більш правдивою є та версія про походження назви села, що колись тут жив пан Дяткович. Очевидно, він міг долучитися і до будівництва першого Свято-Параскевського храму, звичайно, матеріально. Це припущення більш правдоподібне у визначенні походження назви села. До речі, воно спочатку носило назву Дятковичі, і лише після встановлення радянської влади стало називатись по сучасному - Дядьковичі.
Село з назвою Дядьковичі є ще й Дубенському районі Рівненської області. Історики гадають, що колись це село називали Малими Дядьковичами і що його заснували переселенці з Великих Дядьковичів. Є й села із схожими спільнокореневими назвами. Так, є Дяківці Літинського району Вінницької області, Дятьківці Івано-Франківської області, Дятково Брянської області в Росії.
Як і в кожному українському селі, у Дядьковичах по-особливому називають вулиці та місцевості. Так, є тут і дільниці, що символізують імена поселенців: Жуківка, Коло Заремби, До Галузини, Сахарівка, Каданкова Долина (тут на шляху до П’ятигорів трагічно загинув чоловік сільської вчительки на прізвище Каданков).
Відомі й інші так би мовити кутки, їх назви теж пов’язані з історією села. Так, є тут Куток або Кутляни - це найстаріша вулиця у напрямку до села Омеляна, Помірки - заселене поле, на якому власники мали невеликі наділи, Мазурка - тут найперше поселилась вчителька з Мазурії, Підгора - місце неподалік гори, Загребля - місцина в околиці ставка і греблі, Підгай - місце біля гаю, Берег тощо. У Дядьковичах є багато «іменованих» орних ґрунтів, їх назви пов’язані інколи з легендами, правдивими переказами, а іноді й з неймовірними історіями, як - от Ганчина долина, мовляв, тут вовки колись роздерли дівчину Ганку, а її привид у білому одязі блукає ночами і досі. Історично тут називають і пагорби: Зіньків горбок, де ніби-то сотник Зінько розмістив свою ватагу, Макара-дячка горб, тут ніби-то був маєток цієї людини, або Шухова гора. Говорять, що цією височиною володів шляхтич Шух.

## Органи влади
Дядьковицька сільська рада

## Історія[1]
У перше Дядьковичі фіксує 1467 року акт, де сказано: «Я Ларион игумен пересопницкий вьізнаваю... менял есми с паном (П) етром (Я)новичом... своим именем... на его имение (Д)ядковичи». Подібне читаємо в записі 1490 року: «с позволения Господаря Короля, Его Милости, и митрополита, владьїки Луцкого Нифора, я поменялся с игуменом Пересопницким Иларионом всем своим имєнием, назьіваемьім Дядьковичи, купленньїм мною на веки и нерушимо у землянина Вольїнского Ванька Станковича Дядьковича, на имение церковнеє, назьіваемое Чемерин, данное пастирю Пречистой Богородицьі в Пересопнице». У 1537 році Андрій Юхнович продає Іллі Острозькому ряд маєтностей. Серед таких називається і володіння «Дядковской» економії. Інвентар Луцького замку за 1545 рік фіксує серед інших і «городню князя АлександраЧарторийского и Грицка Промчейковича с Дядкович», указуючи теж, що Пересопницькому монастирю належить село «Дядковичи, в котором подданьїх 24 человека». З 1570 року існує донесення до пана Богуша із «Дядькович» про спробу обміну земель під Бармаками. Тоді ж «дядковские» селяни просили надати їх орні ґрунти на зрубі «близ Дядькович». Королівський універсал 1569 року закликає дворян Волині присягнути Котоні. У списку таких дворян числиться і «Богуш Промчейко с Дядкович». На той час «имение Дядковиче» вносило данину від 43 «димів». У 1665 році дворянин Олександр Кулаковський оскаржує дворянку Козицьку (Богдашевську) за те, що вона спричинила спустошення «Дядкович». Через рік знову виринає скарга на Богдашевську, піддані якої витовкли посіви до двох десятин «Дядковицкой пахатной земли». А У 1705 році Юрій Ліневський обвинувачує київського «подстолия» Данила Єловицького за вчинені злочини «в имении Дятковичах»: побиття селян, крадіжку худоби, коней, руйнування скирд, викрадення дітей священика. Новіші акти, як поземельний план 1857 року, село іменують «Дяткевичи Большие». Очевидно, для розрізнення «Дядькович Малих», що неподалік Заріцька теперішнього Дубенського району. За даними 1889 року, «с. Дядьковичи, волости Дядьковической» нараховували 50 дворів, 388 прихожан. У церкві Святої Великомучениці Параскевії, яку у 1767 році збудував поміщик Степан Яловицький, зберігалися копії метричних книг з 1778 року, рідкісні стародруки XVII-XIX ст. Назва Дядьковичі очевидно, увібрала якесь значення однозвучних слів, як «брат батька або матері», «дорослий чоловік, до якого шанобливо звертаються»; «селянин» (переважно відсталих поглядів); «весільний батько» та інше. А Дядькович від однозвучного дядькович - «син дядька». Згаданий план «Дядькович Больших» 1857 року засвідчує урочища: «Грабина, Дуброва, Задня Дуброва, Западня, Затуровец, Значок, Лиси гори, Ляхово (Ляховець), Маковище, Олени Лози, Покоси, Сатієвець, Середній Гай, Середня Дуброва, Трубельщина, Туровець». Окремі з цих назв існують досі. Це Покоси - «колішні вузькі смуги сінокосів, де осів однойменний хутір»; Грабина - «поле на місці грабового лісу»; Ляховець - «орний ґрунт на так званих «ляхах» - ділянках, де вирощували городину»; Сатиївець - «ліс у напрямку села Сатиєва»; Середній гай - «нині село на місці невеликого гаю». Інші назви майже забуті. Це Задня Діброва, Середня Діброва - «колишні лісомасиви»; Западня - «глибокий яр з крутими берегами, густими кущовими зарослими»; Затуровець - «поле за урочищем Туровець»; Знадок - «утрачений межовий стовп між лісом і полем»; Лисі гори - «невеликі горби з вершинами без заростів»; Маковище - «ґрунти із заростями дикого маку»; Олени лози - «кущі лози на маєтності Олени»; Трубельщина - «колишня земля Трубельського»; Туровець - «місце, де ніби був так званий «тур» - головний (центральний) куток села». 
До Дядькович належали хутори: Доброволька - «поселення на Добрій волі - звільненій на певний час від податків землі, яку селяни Дикова, Сморжева отримали взамін на своє поле, призначене для насаджування лісу»; Мощаниця - «перенесена назва від села Мощаниці (Старої) Здолбунівського району, звідки під кінець 1900 року прибули люди»; Дядьковичі, або Чеська Колонія - «невелике поселення, основане на початку 1882 року чеськими переселенцями»; Покоси - «за іменем урочища, де були сінокоси»; Анютин Хутір - «декілька хат з першим поселенцем Анютою»; Коло Підйому - «неподалік висоти». 
У Дядьковичах багато іменованих дільниць, які символізують імена поселенців: Жуківка, Коло Заремби, До Галузихи, Сахарівка, Каданькова долина, де на шляху до П’ятигорів трагічно загинув Каданков - чоловік сільської вчительки. 
Відомі ще інші кутки, як Куток (Кутляни) - «найстаріша вулиця у напрямку до Омеляни»; Помірки - «заселене поле, що мало невеликі наділи власників»; Мазурка - «тут ніби першою жителькою була переселенка з Мазурії»; Підгора - «місце неподалік гори»; Загребля - «в околиці ставка й греблі»; Підгай - «місце побіч гаю»; Гребля - «околиця біля ставу»; Берег. 
Центральною дільницею Дядькович пробивається до Омелянки попри став Греблю уже зникаюча річечка Каламутна, або Каламутка, яка живиться стоками околишніх вод, що несуть «каламуть».
У Дядьковичах багато іменованих орних ґрунтів: Ганчина долина - «місце, де за переказами вовки роздерли дівчину Ганку, а її привид у білому одязі блукає ночами і досі»; Анютина гора - «схил невисокого горба, при якому прощанка Анюта отримала зцілення від палаючої зірки»; Голубник - «улюблене пристанище диких голубів»; За курганом - «по другому боці давньоруського могильника»; За валами - «за граничними насипами, які розділяли панські землі від селянських»; Коло вітряка - «висота поблизу піщаного кар’єру, де в минулому стояв вітряк»; Курчук - «тут ніби масово проростали так звані «курчики» - гриби-порхавки»; Суцільна нивка - «не розмежоване в просторі широке поле»; Хмілярня - «простір, на якому вирощували хміль»; Четвертна - «ділянка ґрунту розміром четвертої частини десятини»; Куплене (Купляне) - «нові ґрунти, закуплені селянами в околиці Шпакова»; Осичник - «поле на місці осикового гаю» Оренда - «панська земля, орендована посесорами»; Довге поле - «старовинна нива великої довжини»; Рої - «поле, власниками якого були Рої».
Серед неназваних висот є ще: Зіньків горбок, де ніби сотник Зінько тримав свою ватагу; Стрельбище, або Щельніца, - в околиці навчальної стрільби; Макара Дячука горб - «висота на маєтності власника»; Шухова гора - «на цій висоті Шух мав свої володіння». 
Окремо можна виділити заболочені місця, мокрі балки, ями: Грудок - «середболітне підвищення»; Війтове болото, Панове болото - «сінокоси на маєтностях війта, пана»; 
Рови - «луги з осушувальними ровами»; Сажавка - «штучне водоймище»; Іванова яма - «місце купання»; Маївка - «квітуча балка, куди сходились гурти молоді»; Хвисів яр - «видолинок, належний Хвисьові»; Зелений берег - «широкий надрічковий луг»; Мушкевищина - «пасовисько, яке утримував Мушкевич»; Чубикове - «болотистий сінокіс на власної Чубика». В полі села були два кургани і один в лісі, що зветься Велитнева могила.

## Населення

### Мова
Розподіл населення за рідною мовою за даними перепису 2001 року:
| Мова            | Кількість | Відсоток |
| --------------- | --------- | -------- |
| українська      | 1270      | 97.84%   |
| російська       | 27        | 2.08%    |
| інші/не вказали | 1         | 0.08%    |
| Усього          | 1298      | 100%     |

## Пам'ятки архітектури місцевого значення

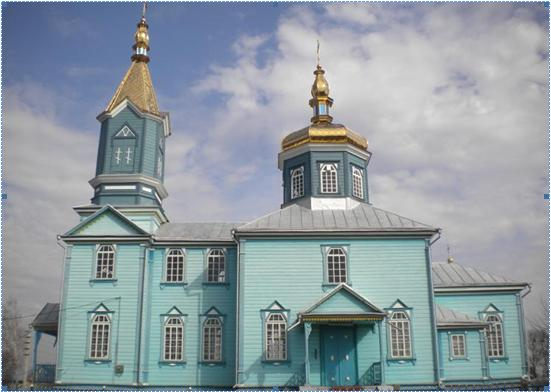
Православний храм Святої Параскеви — П'ятниці в селі Дядьковичі, 2015 рік

Дядьковицька сільська рада розробила власну Туристичну мапу Дядьковицької громади [Архівовано 8 лютого 2022 у Wayback Machine.] на якій позначені історичні, культурні місця, красиві краєви і зони відпочинку
До історичних та архітектурних пам'яток та туристичних об'єктів на території села Дядьковичі належать
1) православний храм Святої Параскеви — П'ятниці збудований у 1910 році;
2) млин побудований в 1936 р. чехом Віктором Юрином;
3) музей села Дядьковичі (зараз розміщено на дзвінниці Свято-Параскевського храму).

## Дядьковицький ліцей
1 вересня 1978 року здане в експлуатацію нове приміщення школи, розраховане на 320 учнів. Є спортивний зал, учнівська майстерня, стадіон, комп'ютерний клас. Кількість класів — 11, кількість педагогічних працівників — 21, кількість учнів — 140.

## Дядьковицький заклад дошкільної освіти
(дитячий садок), у ньому виховується 25 дітей і працює 8 працівників.

## Клуб
при ньому працює драматичний, хоровий гуртки і гурток художнього читання, школа ведучих.

## Бібліотека
В селі знаходиться Публічно-шкільна бібліотека с. Дядьковичі, яка розміщується в 2 приміщеннях: в приміщенні школи (організована в 1975 році) та в приміщенні клубу (організована в 1952році). Фонд бібліотеки становить 15839 примірників.

## Медицина
В селі знаходиться Дядьковицька районна лікарня № 2, у якій є терапевтичне, неврологічне та дитяче відділення, поліклініка, рентгенкабінет, клінічна лабораторія та інші підрозділи.

## Пошта, зв'язок, банківська сфера
На території села знаходиться відділення зв'язку, у якому працює 3 працівники.
Також є відділення Державного ощадного банку.

## Економіка
ТзОВ "Нова-ПАК" (виробництво та фасовка спецій і приправ).

## Релігійні організації
РЕЛІГІЙНА ГРОМАДА УКРАЇНСЬКОЇ ПРАВОСЛАВНОЇ ЦЕРКВИ КИЇВСЬКИЙ ПАТРІАРХАТ СВЯТО-ПАРАСКЕВСЬКОЇ ПАРАФІЇ РІВНЕНСЬКОЇ ЄПАРХІЇ;
РЕЛІГІЙНА ГРОМАДА УКРАЇНСЬКОЇ ПРАВОСЛАВНОЇ ЦЕРКВИ С.ДЯДЬКОВИЧІ РІВНЕНСЬКОГО РАЙОНУ

## Пам'ятники

Пам'ятник односельчанам, які загинули у Великій Вітчизняній війні, який знаходиться в селі Дядьковичі, 2013 рік

Пам'ятник односельчанам, які загинули у Другій світовій війні (1941- 45рр.)

В центрі села знаходиться пам'ятник борцям за визволення України.

Пам'ятник борцям за визволення України в с. Дядьковичі, 2015 рік

### Шевчук Олексій Георгійович
(16.10.1924 — 23.07.2000)
Ветеран Великої Вітчизняної війни
Шевчук Олексій Георгійович народився 16 жовтня 1924 року у селі Милостів Рівненської області Рівненського району в українській побожній сім'ї. Батько — Шевчук Георгій Харламович (1888 р.н.)Мати — Шевчук Євдокія Тимофіївна (1900 р.н.)
Все дитинство пройшло у рідному селі. Допомагав батькам вести домашнє господарство. Закінчив п'ять класів початкової школи. Пізніше здобув фах муляра. У навколишніх селах був знаний як досвідчений пічник.
16 березня 1944 року призваний у лави Радянської армії. З 12 травня 1944 року до 9 травня 1945 року постійно воював на передовій. На початку бойових дій служив зв'язківцем у 19 артилерійському полку до березня 1947 року. Під час бойових дій прокладаючи дріт для зв'язку по лінії фронту отримав поранення у долоню руки. Брав участь у взятті Кінігзбергу (суч. Калінінград) там і застала його перемога.
Звільнений у запас 1 березня 1947 року. Військове звання — рядовий. Військовий фах — спеціаліст польових кабельних ліній — старший телефоніст.
Нагороджений багатьма медалями та відзнаками. Зокрема, орденом «Червона зірка», медаллю «За перемогу над Німеччиною», «За відвагу» та ін.
12 жовтня 1948 року одружився з Бойко Любов Павлівною 1923 р.н. з с. Дядьковичі. У 1960 році збудували власний дім у селі Дядьковичі де проживав до останніх днів життя. Виховали доньку Марію (мою бабусю).
Інформація надана правнучкою Кулик Анною

### Левчук Петро Семенович
(1917–2008 р.р.)
Ветеран Великої Вітчизняної війни
Мешканець нашого села Петро Левчук пройшов кривавими дорогами війни з першого до останнього її дня, а потім відбудовував зруйноване господарство.
Народився Петро Семенович 1 липня 1917 року в Милостові у бідній селянській родині, де, крім нього, було ще шестеро дітей. Закінчив лише два класи місцевої школи. За важкою працею ніколи було й вгору глянути. Й все ж ветеран казав, що його покоління можна вважати найбагатшим і найщасливішим, бо вміли вони ділитися окрайцем хліба, любили щиро й самовіддано. І жили по честі та совісті. Цього не купиш ні за які гроші.
У 22 роки Петра Левчука призвали до Війська Польського. Там, під містечком Вадовіци, він отримав бойове хрещення, коли 1 вересня 1939 року гітлерівська Німеччина напала на Польщу. Сили були нерівні й польське військо змушене було відступати, а через кілька тижнів не стало й самої Речі Посполитої., Повернувшись додому в с. Дядьковичі, Петро Семенович знову взявся за плуга, а потім навчився й столярної справи. Мирну працю перервала Друга Світова війна, яка закинула нашого земляка спочатку аж у місто Орел Російської Федерації, де служив у запасному полку. У складі 52 Стрілецького полку брав участь у визволенні республік Балтії, звільненні від фашистських окупантів Болгарії та Румунії. В одному з боїв був важко поранений. За війну пройшов шлях від рядового до старшини. За мужність і відвагу фронтовик нагороджений орденом Вітчизняної війни II ступеня, медаллю Жукова та іншими нагородами. У повоєнний час Петро Левчук трудився, скільки вистачало сил, у колгоспі.
Інформація надана внучкою Вітковець Людмилою Адамівною.

## Відомі люди
ПОДОЛЕЦЬ Петро Михайлович народився 28 червня 1958 р. у с. Дядьковичі Рівненського району Рівненської області. Скульптор, член Національної спілки художників України з 1995 р., лауреат обласної просвітянської премії ім. Г. Чубая з 2000 р. Закінчив Вижницьке училище прикладного мистецтва (1984 р.), Львівський державний інститут прикладного і декоративного мистецтва (1989 р., майстерня академіка скульптури Е. П. Миська). Учасник обласних, всеукраїнських та міжнародних художніх виставок та пленерів.
Пам'ятник Т. Г. Шевченку (м. Рівне, 1999 р., у співавторстві); пам'ятний знак «Муза» (м. Рівне, 2000 р., Рівненський державний гуманітарний університет); пам'ятник Т. Г. Шевченку (м. Сарни Рівненської обл., 1991 р., у співавторстві); пам'ятник «Борцям за волю України» (м. Червоноград Львівської обл., 2002 р., у співавторстві); Симону Петлюрі (м. Рівне, 2003 р., у співаваторстві). Станкова скульптура: портрет Ірини Фозекош (1989 р.), портрет Хом'яка А. К. (1989 р.), «Реквієм Чорнобилю» (1991 р.), «Муза» (2005 р.). З 1995 р. — викладач скульптури Інституту мистецтв Рівненського державного гуманітарного університету.
ВОЛОШИНА (Сенько) Валентина Василівна народилася 19 січня 1980 р. у с. Дядьковичі Рівненського району Рівненської області. Дитяча поетеса, автор та композитор пісень відомих українських зірок, «Жінка року 2008» (за визначенням мерії м. Рівне), засновник та телеведуча дитячої програми «Небесна колискова» (ТРК «Рівне-1»).
Климентовська Вікторія Михайлівна — відома поетеса, жителька с. Дядьковичі.